# Bitwa pod Lasowcami
Bitwa pod Lasowcami – bitwa partyzancka stoczona 4 lutego 1943 roku na Zamojszczyźnie w pobliżu wsi Lasowce (obecnie Lasowe, część wsi Stara Huta) zakończona porażką partyzantów z oddziału Armii Krajowej por. Piotra Złomańca „Podlaskiego”.
Polegli partyzanci z I Kompanii 9 Pułku Piechoty Armii Krajowej:
| Nazwisko i Imię               | Wiek | Pochodzenie        |
| Cisło Antoni                  | 19   | Majdan Żółkowiecki |
| Grzesiuk Bolesław             | 26   | Majdan Żółkowiecki |
| Szady Tadeusz                 | 22   | Majdan Żółkowiecki |
| Marzec Adam                   | 22   | Rozdoły            |
| Mayszak Kazimierz             | 35   | Rozdoły            |
| Naklicki Wiktor               | 22   | Rozdoły            |
| Surmacz Władysław             | 18   | Rozdoły            |
| Śmiegłuszewski Władysław      | 32   | Rozdoły            |
| Piróg Władysław               | 21   | Sitno              |
| Sobieszczański Tomasz         | 45   | Sitno              |
| Gołąbio Franciszek Kapelan AK | 45   | Sitno              |
| Grudzień Piotr                | 23   | Łaziska            |
| Kusy Stanisław                | 23   | Skierbieszów       |
| Suwala Józef                  | 22   | Skierbieszów       |
| Węcławik Wacław               | 22   | Skierbieszów       |
| Bakło Wiesław                 | 22   | Skierbieszów       |
| Prus Witold                   | 21   | Sady               |
| Sitarz Jan                    | 21   | Kolonia Wojsławice |
| Kiciński Tadeusz              | 24   | Wysokie            |
| Pachla Wacława                | 19   | Osiczyna           |
| Żołnacz Bronisław             | 21   | Marcinówka         |
| Szczawiński Wacław            | 20   | Warszawa           |
| Bibicz Jan                    | 22   | Podąbrowa          |
| Kapusta Jan                   | 22   | Podąbrowa          |
| Gliszcz Wacław                | 22   | Podąbrowa          |
| Wołoszyn Seweryn              | 22   | Tomaszówka         |
| Wójcik Jan                    | 24   | Kolonia Zawalów    |
| Dajema Tadeusz                | 22   | Kotlice            |
| Łukasik Tadeusz               | 23   | Honiatycze         |
| Kuchacz Józef                 | 23   | Honiatycze         |
| Prynda Adolf                  | 20   | Honiatycze         |
| Bilik Stanisław               | 25   | Dub                |
| Kiciński Jan                  | 25   | Kadłubisk          |
| Mieszkańcy Lasowców           |      |                    |
| Holko Piotr                   | 40   | Lasowce            |
| Holko Ewa                     | 30   | Lasowce            |
| Holko Ewa                     | 60   | Lasowce            |
| Hawrylak Feliksa              | 46   | Lasowce            |
| Adamowicz Bronisław           | 19   | Lasowce            |
| Adamowicz Antoni              | 56   | Lasowce            |
| Kustykiewicz Ewa              | 64   | Lasowce            |
| Szpyra Jan                    | 55   | Lasowce            |

Poległych żołnierzy pochowano na Rotundzie w Zamościu.